# The Family Way
The Family Way é uma trilha sonora gravada e composta por Paul McCartney,lançado em Janeiro de 1967, durante as gravações de Sgt. Pepper's Lonely Hearts Club Band. O álbum é a trilha sonora a um filme de 1966 com o mesmo nome, dirigido por Roy Boulting. O álbum foi lançado pelo nome "The George Martin Orchestra, The Family Way (Original Motion Picture Soundtrack)".
The Family Way ganhou o prêmio Ivor Novello Award em 1967 e foi remasterizado e lançado em CD em 1996. 
Esta gravação é considerada às vezes que seja o primeiro álbum solo feito por um Beatle, mas a maioria críticos consideram o Wonderwall Music, de George Harrison, o primeiro, apesar de ter sido lançado em novembro de 1968. 

## Faixas
Todas as músicas são da autoria Paul McCartney, exceto quando anotado.

"Variation No 1" - 3:14

"Variation No 2" - 2:01

"Variation No 3" - 2:00

"Variation No 4" - 2:59

"Variation No 5" - 2:25

"Variation No 6" - 0:52

"Variation No 7" - 3:18

"Variation No 8" - 2:51

"Variation No 9" - 2:50

"Hymn to the Child" (Dwight Baker/Jean-Marie Benjamin) - 4:12

"Theme" - 0:59

"Variation I" - 2:00

"Variation II" - 1:48

"Variation III" - 2:30

"Variation IV" - 1:48

"Variation V" - 01:42

"Capitaine Bonhomme" (Gilbert LaCombe/Michel Noël) – 2:48

"Le Pirate Maboule" (Herbert Ruff/P. Thériault) – 3:53

"Sol et Gobelet" (L. Durand/Herbert Ruff) – 3:30

"Grujot et Délicat" (Herbert Ruff/P. Thériault) – 2:47

"Monsieur Surprise" (Herbert Ruff/P. Thériault) – 2:22

"Sarajevo" (Carl Aubut) – 4:54

## Os músicos
- Paul McCartney: Baixo, piano e vocal.
- George Martin: spalla, Orquestração.
- Andre Moisan: Clarinete.
- Carl Aubut: violão, flauta.
- Claire Marchand: Flauta.
- Elaine Marcil: Violino.
- Marie-Josee Arpin: Violino.
- Therese Motard: Cello.
- Margot Aldrich: Viola, vocais.